# Nellingen
Nellingen è un comune tedesco di 1 882 abitanti, situato nel land del Baden-Württemberg.

## Storia

### Simboli
Su proposta della direzione dell'archivio di Stoccarda, il comune adottò questo stemma nel 1918 rifacendosi all'emblema della nobile famiglia locale dei Signori di Nellingen, un ramo dei Signori di Bernstadt e di Reußenstein, che risale al XII-XV secolo. Nel 1980 lo stemma venne ridisegnato in forma più stilizzata per uso ufficiale. La bandiera è stata concessa dal Circondario dell'Alb-Danubio il 26 ottobre 1981.